# 东阳公主 (北魏)
东阳公主（？—523年），河南郡洛阳县（今河南省洛阳市东）人，赵万里认为她是北魏汝阴王元庆和的女儿，张金龙认为是汝阴王拓跋天赐的女儿，嫁武卫将军、征虏将军、怀荒镇大将、恒州大中正于景。
正光四年（523年），柔然可汗阿那瓌出兵攻打北魏，怀荒镇民坚决请求于景放粮赈济，可是于景不答应，镇民无法忍受愤怒，于是造反，活捉并捆住于景及东阳公主，把他们拘禁在正室以外的房间，又扒掉了他们的衣服，命令于景身着皮裘，东阳公主身着丝带棉袄以羞辱他们，一月有余后，两人都被杀死。